# Чарльз Янофскі
Чарльз Янофскі (17 квітня 1925  – 16 березня 2018) — американський генетик із факультету Стенфордського університету, який зробив внесок у формулювання гіпотези «один ген — один фермент», а також відкрив аттенуацію, механізм рибоперемикання (рибосвіч), за якого матрична РНК змінює форму у відповідь на невелику молекулу і, таким чином, змінюється її здатність зв’язуватися з регуляторною областю гена або оперону.

## Освіта та ранні роки
Чарльз Янофскі народився 17 квітня 1925 року в Нью-Йорку .  Він був одним із перших випускників Вищої наукової школи Бронкса , потім навчався в Сіті-коледжі Нью-Йорка та отримав ступінь з біохімії, незважаючи на те, що його навчання було перервано військовою службою під час Другої світової війни, включаючи участь у битві при Балджі.  У 1948 році, повернувшись і закінчивши коледж, він почав робити дипломну роботу та дисертацію, щоб отримати ступінь магістра та доктора філософії. Обидва  ступені були надані Єльським університетом .  Деякий час він працював як постдокторант в Єльському університеті, завершуючи роботу, розпочату під час навчання на доктора філософії. 

## Кар'єра та дослідження
Янофскі приєднався до викладачів медичної школи Кейс Вестерн Резерв у 1954 році.   У 1958 році він перейшов на факультет Стенфордського університету в якості доцента.  У 1964 році Янофскі та його колеги встановили, що генні послідовності та білкові послідовності у  бактерій є колінеарними .  Янофскі показав, що зміни в послідовності ДНК можуть викликати зміни в послідовності білка у відповідних положеннях.  Його робота вважається найкращим доказом на користь гіпотези «один ген — один фермент».
Його лабораторія також виявила і дослідила, як контрольовані зміни форм РНК дозволяють РНК бути регуляторною молекулою як у бактеріальних, так і в тваринних клітинах. Його аспіранти Івона Стройновскі та Міці Курода відкрили процес ослаблення експресії (атенуації) , що базувався на  регульованій здатності п’яти простих нетрансльованих ділянок інформаційної РНК зв'язуватись з бактеріальним триптофановим опероном. Таким чином вони відкрили перший регуляторний рибосвіч, хоча ця термінологія почала використовуватись пізніше. Потім Янофскі та інші його співробітники розширили цю роботу, показавши, як мРНК алостерично реагують на сигнал невеликої молекули зміною форми і, отже, зміною здатності зв’язуватися з регуляторною областю кожного оперона. Вони показали, що цей механізм застосовується до інших оперонів біосинтезу амінокислот і деградації бактерій, а також до генів клітин тварин. 
У 1980 році Янофскі та інші вчені Стенфордського університету заснували DNAX, дослідницький інститут у Пало-Альто, який згодом придбав Schering-Plough. 
Янофскі помер у Пало-Альто, Каліфорнія . На момент смерті він був професором біології та молекулярної біології Морріса Герцштейна (почесний) на біологічному факультеті Стенфордського університету . 

## Особисте життя
Перша дружина Чарльза Янофскі Керол померла від раку грудей у 1990 році.  У нього також була друга дружина Една і троє синів. 

## Нагороди та відзнаки
У 1971 році Чарльз Янофскі отримав премію Альберта Ласкера за фундаментальні медичні дослідження, яку іноді називають американською Нобелівською премією.  У 1972 році Янофскі був нагороджений премією Селмана А. Ваксмана з мікробіології від Національної академії наук  і був співодержувачем премії Луїзи Гросс Горвіц від Колумбійського університету в 1976 році разом із Сеймуром Бензером . Янофскі був обраний іноземним членом Королівського товариства в 1985 році та був одним із лауреатів Національної медалі науки 2003 року.